# ایلیس کواروم
ایلیس کواروم (انگلیسی: Illis quorum) یک نشان زرین است که برای مشارکت‌های برجسته در فرهنگ، علم یا جامعه سوئد اعطا می‌شود.
این جایزه در سال ۱۷۸۴ توسط پادشاه گوستاو سوم معرفی شد و نخستین بار در سال ۱۷۸۵ اعطا شد. قبل از سال ۱۹۷۵، این مدال توسط پادشاه سوئد اعطا می‌شد. این نشان امروزه توسط دولت سوئد اعطا می‌شود و در حال حاضر این بالاترین جایزه‌ای است که دولت سوئد می‌تواند به یک شهروند سوئدی اعطا شود. این نشان به‌طور میانگین به هفت نفر در سال اعطا می‌شود.
برخی از برندگان این جایزه عبارتند از:
- سلما لاگرلوف (۱۹۲۷)
- رائول والنبری (۱۹۵۲)
- آسترید لیندگرن (۱۹۷۸)
- بیرگیت نیلسون (۱۹۸۱)
- آسترید لیندگرن و سونه بریسترم (۱۹۸۵)
- لنارت یوهانسون و یانه خافر (۲۰۰۵)
- هنس روسلینگ (۲۰۱۰)
- گونیلا بریستروم (۲۰۱۲)
- کارولا هگکویست[۳] (۲۰۲۳)